# Hættuleg Hljómsveit & Glæpakvendið Stella
Hættuleg Hljómsveit & Glæpakvendið Stella, corresponde al álbum lanzado en septiembre de 1990 por el cantante de rock islandés Megas.

Integrado por dos discos, el álbum contó con la colaboración del grupo The Sugarcubes el cual era liderado por la cantante Björk y Einar Örn Benediktsson, además de la participación del guitarrista Guðlaugur Kristinn Óttarsson.
Traducción del título: Una Banda Peligrosa & la Criminal Stella.

## Lista de canciones

### Disco 1
1. Pæklaðar plómur (04:04)
2. Furstinn (04:19)
3. Greip & Eplasafi (04:48)
4. Rauðar Rútur (04:43)
5. Heilræðavísur (03:04)
6. Ekki Heiti Ég Elísabet (04:53)
7. Marta Smarta (03:12)
8. Ungfrú Reykjavík (05:04)
9. Keflavíkurkajablús (03:09)
10. Söngur Um Ekkert (10:14)

### Disco 2
1. Styrjaldarminni (03:13)
2. Hafmeyjarblús (05:45)
3. Svefn Er Allt Sem þarf (04:46)
4. Partí (04:04)
5. Ekkert Hefur Skeð (04:24)
6. Hríðin (05:31)
7. Dansleikur (07:59)
8. Söngur Um Ekkineitt (04:25)
9. Elskhuginn (02:53)